# Thézillieu
Thézillieu is een plaats en voormalige gemeente in het Franse departement Ain in de regio Auvergne-Rhône-Alpes en telt 299 inwoners (1999). De plaats maakt deel uit van het arrondissement Belley.

## Geschiedenis
De gemeente fuseerde op 1 januari 2019 met Cormaranche-en-Bugey, Hauteville-Lompnes en Hostiaz tot de commune nouvelle Plateau d'Hauteville.

## Geografie
De oppervlakte van Thézillieu bedraagt 27,0 km², de bevolkingsdichtheid is 11,1 inwoners per km².
De onderstaande kaart toont de ligging van Thézillieu met de belangrijkste infrastructuur en aangrenzende gemeenten.

## Demografie
Onderstaande figuur toont het verloop van het inwonertal (bron: INSEE-tellingen).
Vanwege een beveiligingsprobleem met de MediaWiki Graph-software is het momenteel niet mogelijk deze grafiek weer te geven. Zodra de software is bijgewerkt zal de grafiek vanzelf weer zichtbaar worden.
Cormaranche-en-Bugey · Hauteville · Hostiaz · Lacoux · Longecombe · Lompnes · Thézillieu